# 田村淳の訊きたい放題
『田村淳のキキタイ！』（たむらあつしのききたい！）は、2016年（平成28年）10月1日よりTOKYO MXで毎週土曜 17:00 - 17:55（JST）に生放送されている報道番組である。2025年3月29日までは『田村淳の訊きたい放題！』（たむらあつしのききたいほうだい！）の番組名で放送し、同年4月5日より現タイトルに改題した。
田村淳の冠番組で、『週刊リテラシー』の後番組としてスタートした。

## 概要
「政治・経済」「社会問題」「国際問題」「医療問題」「宗教問題」「生活情報」「文化」など、東京人を取り巻くあらゆるジャンルを議題に、テーマに合わせ各ジャンルのトップ論客2名を招き、ディベートを行う。2019年10月から論客ゲストを3名に拡大。
2021年7月4日に投開票された東京都議会議員選挙は本番組をベースとした選挙特別番組を制作・放映することが同年6月21日にTOKYO MXから発表された（後述）。

## 出演者

### 現在の出演者（2025年6月時点）

#### メインMC
- 田村淳（お笑いタレント・元ロンドンブーツ1号2号、2016年10月1日 - ）

#### アシスタント
- 中村仁美（元フジテレビアナウンサー、2020年4月4日 - ）

#### コメンテーター
ゲストコメンテーター（2〜3名）
- 毎週テーマに合った各界の論客を2〜3名招き入れる。主なゲストコメンテーターは以下の通り。
  - 音喜多駿（東京都議会議員）：主に都政
  - 内田良（名古屋大学准教授）：主に教育
  - 金慶珠（東海大学教授）：主に韓国
  - 木村草太（憲法学者）：主に法律、政治、教育
  - 黒井文太郎（軍事ジャーナリスト）：主に外交
  - 鈴木哲夫（ジャーナリスト）：主に国政、経済
  - 田中康夫（作家、元長野県知事）：主に学術、政治
  - 常見陽平（千葉商科大学講師、働き方評論家）：主に働き方
  - 永濱利廣（第一生命経済調査部 首席エコノミスト）：主に経済、働き方
  - 古谷経衡（文筆家）：主に政治、日本文化
  - 町亞聖（ジャーナリスト）：主に医療、福祉
  - 町田徹（ジャーナリスト）：主に経済
  - 山崎元（経済評論家）：主に経済、保険、働き方

### 過去の出演者

#### コメンテーター
レギュラーコメンテーター
- 鈴木奈々（タレント、2016年10月1日 - 2021年7月24日、同年10月16日 - 2023年3月25日)

天気予報も担当。2020年4月11日と4月18日は、新型コロナウイルス感染拡大防止のため休演。また、同年12月12日は、体調不良のため大事をとって休演。
2021年7月24日から体調不良のため休演していたが、同年8月4日に休業を表明したことから当面の出演見合わせとなった。休業期間中は同じ事務所の後輩などが代打を務めていた。その後、同年10月16日から復帰し、2023年3月25日をもって降板。
鈴木奈々休業期間中の代打出演者
- 須田亜香里（SKE48、2021年8月7日、9月4日）
- 村重杏奈（HKT48、2021年8月21日、9月11日、10月9日）
- 西野未姫（元AKB48、2021年8月28日、9月18日・25日）

#### アシスタント
- 阿部哲子（元日本テレビアナウンサー、2016年10月1日 - 2018年9月29日）

過去のアシスタント。前身番組でもアシスタントを担当していた。
- 古瀬絵理（元NHK山形放送局キャスター、2018年8月25日、同年10月6日 - 2020年3月28日）

2018年8月25日は、阿部の夏休みに伴う代打出演。
中村仁美の代打出演者
- 本仮屋リイナ（元東海テレビアナウンサー、2020年8月22日）
- 豊崎由里絵（元毎日放送アナウンサー、2021年8月14日、2022年11月19日）
- 吉田明世（元TBSアナウンサー、2024年8月24日、2025年2月22日）

## 特別番組

### 淳と理央と潤の訊きたい選挙FLAG! 〜都議選2021〜
2021年7月4日に実施された東京都議会議員選挙の開票特別番組。番組では、当番組と『堀潤モーニングFLAG』、『news TOKYO FLAG』とタッグを組み、各政党の開票センターや選挙事務所と中継を結び、田村淳と平井理央、堀潤の3人が選挙戦の「キーマン」に直撃取材し、全127議席の開票速報を独自に詳しくお伝えするとしている。22:00 - 0:00までの第2部では本番組をベースに制作・生放送され、TOKYO MX公式YouTubeチャンネルでも同時配信を行った。なお、第1部と第3部は『news TOKYO FLAG』をベースとして制作・生放送された。

#### 放送時間
- 第1部：19:55 - 21:00（TOKYO MX1）
- 第2部：22:00 - 0:00（TOKYO MX2）
- 第3部：1:00 - 1:30（同上）

#### 出演者
総合司会
- 田村淳（ロンドンブーツ1号2号、第2部）

進行
- 平井理央（第1部・第2部）

討論進行
- 堀潤（第2部）

キャスター
- 伊藤洋平（第1部〜第3部）
- 森田美礼（第2部・第3部）

コメンテーター
- 鈴木哲夫（政治ジャーナリスト、第1部・第2部）
- 沢田千秋（東京新聞社会部記者、第2部）
- Z世代コメンテーター（第2部）
  - 古井康介（株式会社POTETO Media 代表取締役社長）
  - 伊藤和真（株式会社PoliPoli 代表取締役社長）
  - 小澤杏子（ユーグレナ初代CFO、早稲田大学社会科学部生）
  - 湯上響花（ファッションモデル、元Popteen専属モデル、中央大学経済学部生）

## スタッフ
- 構成：相川健一、いのり浩昭 → 川口夢斗
- ヘアメイク：三ノ輪
- 衣装協力：Private Party

技術
- SW：松本賢、磯田利明
- CAM：木村正次、村田瑛太、松家優弥
- VE：星野正則
- VTR：小林栄樹
- MIX：畑圭
- AUD：成田紗弓
- LD：鈴木博勝、岡麻里子
- テロップ：関根豊
- 美術：SPart
- 照明：共立ライティング
- 音響効果：アーツポート企画(株)
- 技術協力：COSMO SPACE
- 制作協力：Y&co
- FD：佐久本章
- AD：井内詩緒里
- デスク：長谷川裕子
- TK：竹内朋子
- ディレクター：山田祐輔
- 演出・プロデューサー：齋藤勇太→白井浩太郎
- 製作著作：TOKYO MX